# 彼得·克雷奇默
彼得·克雷奇默（德語：Peter Kretschmer，1992年2月15日—），德国男子皮划艇运动员。他曾代表德国参加2012年夏季奥林匹克运动会皮划艇比赛，获得男子双人划艇1000米金牌。